# Empedokles
Empedokles (grek. Ἐμπεδοκλῆς), född omkring 490 f.Kr., död omkring 434 f.Kr., var en grekisk filosof, poet och statsman, bosatt i Agrigentum, en grekisk koloni på Sicilien. 
Som filosof ansåg Empedokles att verkligheten är cyklisk och att den består en cykel av de fyra elementen jord, luft, eld och vatten. Dessa element sammandras och separerar, påverkade av de två motsatta krafterna kärlek och hat. Människor ser det de ser därför att jorden i en människas öga känner igen jorden i tingen och så vidare. Skulle ögat sakna något av de fyra grundämnena skulle man inte se hela naturen.
Han var påverkad av Pythagoras själavandringslära. Precis som Pythagoras, sade sig Empedokles komma ihåg tidigare liv, inte bara som olika personer, utan också som en fisk och en buske till exempel.
Empedokles formulerade också en primitiv evolutionsteori där han sade att människor och djur utvecklats från kringspridda kroppsdelar som sedan kombinerades slumpmässigt, och endast de livsdugliga av dessa överlevde.
Han sades ha begått självmord genom att hoppa ner i vulkanen Etna. Vulkanen spottade dock ut en av hans sandaler.

## Eftermäle
Asteroiden 6152 Empedocles är uppkallad efter Empedokles.